# 科科利兹利流行病

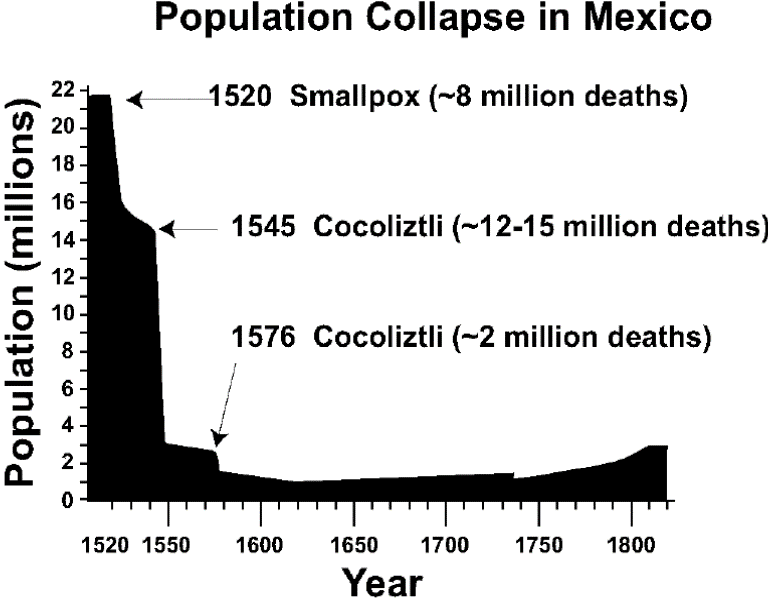
十六世纪墨西哥人口变化图。科科利兹利流行病导致墨西哥人口锐减。

科科利兹利流行病（英文：Cocoliztli epidemics），或科科利兹特利流行病，是对16世纪发生在南美洲新西班牙殖民地（今墨西哥地区）流行病疫情的总称。 疫情的病因不明，可能包含有多种流行病，主要症状包括高烧和耳鼻流血，当地的阿兹特克人将此病称为“科科利兹特利（Cocoliztli）”，意味“瘟疫”（纳瓦特尔语）。
此次疫情分为两波，共造成了700万 - 1750万人死亡，是历史上致死人数最多的流行病之一，也是墨西哥历史上最严重的流行病疫情。 第一波疫情爆发于1545年-1548年间，造成死亡500万-1500万人（约80%的墨西哥人口）；第二波疫情爆发于1576年-1578年间，造成死亡200万-250万人（约50%的墨西哥人口）。
有历史学家认为，该流行病可能是天花、斑疹伤寒或麻疹，但实际症状并不一致。 也有人认为是病毒性出血热，而当时严重的旱情加重了疫情。 当代科学研究认为，沙门氏菌感染症至少是科科利兹利流行病中的一种，由当时的欧洲殖民者带入。